# Kulstof 14
Kulstof 14, carbon 14 (14C) eller radiocarbon er en radioaktiv isotop af carbon med en atomkerne, der indeholder 6 protoner og 8 neutroner. Den findes i organiske materialer, og bruges til kulstof 14-datering, som var en metode, der blev udviklet af Willard Libby og hans kolleger i 1949, til at datere arkæologiske, geologiske og hydrogeologiske prøver. Kulstof 14 blev opdaget den 27. februar 1940 af Martin Kamen og Sam Ruben på  University of California Radiation Laboratory i Berkeley, California. Eksistensen af kulstof 14 blev foreslået allerede i 1934 af Franz Kurie.
Der findes tre naturligt forekommende isotoper af carbon på Jorden: kulstof 12, der udgør 99% af alt carbon på jorden; kulstof-13, der udgør omkring 1% og kulstof 14, der kun findes spormængder af, som udgør 1 eller 1,5 atomer per 1012 atomer af carbon i atmosfæren. Kulstof 12 og kulstof 13 er begge stabile, men kulstof 14 er ustabil og har en halveringstid på 5.730 ± 40 år. Kulstof 14 henfalder til nitrogen 14 via betahenfald. 1 gram kulstof der indeholder 1 atom kulstof 14 per 1012 atomer vil udsende ~0,2 betapartikler per sekund. Den primære naturlige kilde til kulstof 14 på jorden er kosmisk stråling, der interagerer med nitrogen i atmosfæren, og det er derfor en kosmogen nuklid. Atomprøvesprængninger i 1955 til 1980 bidrog dog også til mængden af kulstof 14 i atmosfæren.
De forskellige isotoper af carbon adskiller sig ikke nævneværdig i deres kemiske egenskaber. Denne lighed bruges i kemisk og biologisk forskning i en teknik kaldet carbonmærkning, hvor et kulstof 14 atom kan bruges til at erstatte et ikke-radioaktivt carbonatom, så det er muligt at spore kemiske og biokemiske reaktioner, der involverer carbonatomer fra alle typer organiske forbindelser.